# Aeroportul Umeå
Aeroportul Umeå (IATA: UME, ICAO: ESNU) este un aeroport din Comuna Umeå, Västerbottens län, Suedia ce deservește zona Umeå. Aeroportul a fost tranzitat în decembrie 2022 de 52.869 de pasageri. A fost deschis în 1961 și numit după zona deservită.
Situat la o altitudine de 7 m, aeroportul dispune de 1 pistă. Este operat de Swedavia⁠(d).

## Infrastructură

### Piste
Aeroportul dispune de o singură pistă. Pista 14/32 are suprafața de asfalt și dimensiunile 2.302 m × 45 m. 